# Njegoševa
Ne doit pas être confondu avec Njegoševa (Zemun).
Njegoševa (en serbe cyrillique : Његошева) est une rue de Belgrade, la capitale de la Serbie, située dans la municipalité urbaine de Vračar.

## Parcours
La rue Njegoševa naît au niveau de la rue Kralja Milana. Elle s'oriente vers le sud-est et croise les rues Svetozara Markovića, Kralja Milutina, Beogradska, Prote Mateje, Alekse Nenadovića, Smiljanićeva, Kneginje Zorke. Elle continue sa course en direction du sud-est et traverse encore les rues Molerova, Baba Višnjina, Kursulina ; elle laisse sur sa gauche la rue Viška puis, sur sa droite, les rues Nevesinjska, Mutapova et Ivana Đaje. Elle aboutit enfin dans la rue Maksima Gorkog.

## Architecture
La rue Njegoševa est particulièrement riche en monuments historiques.

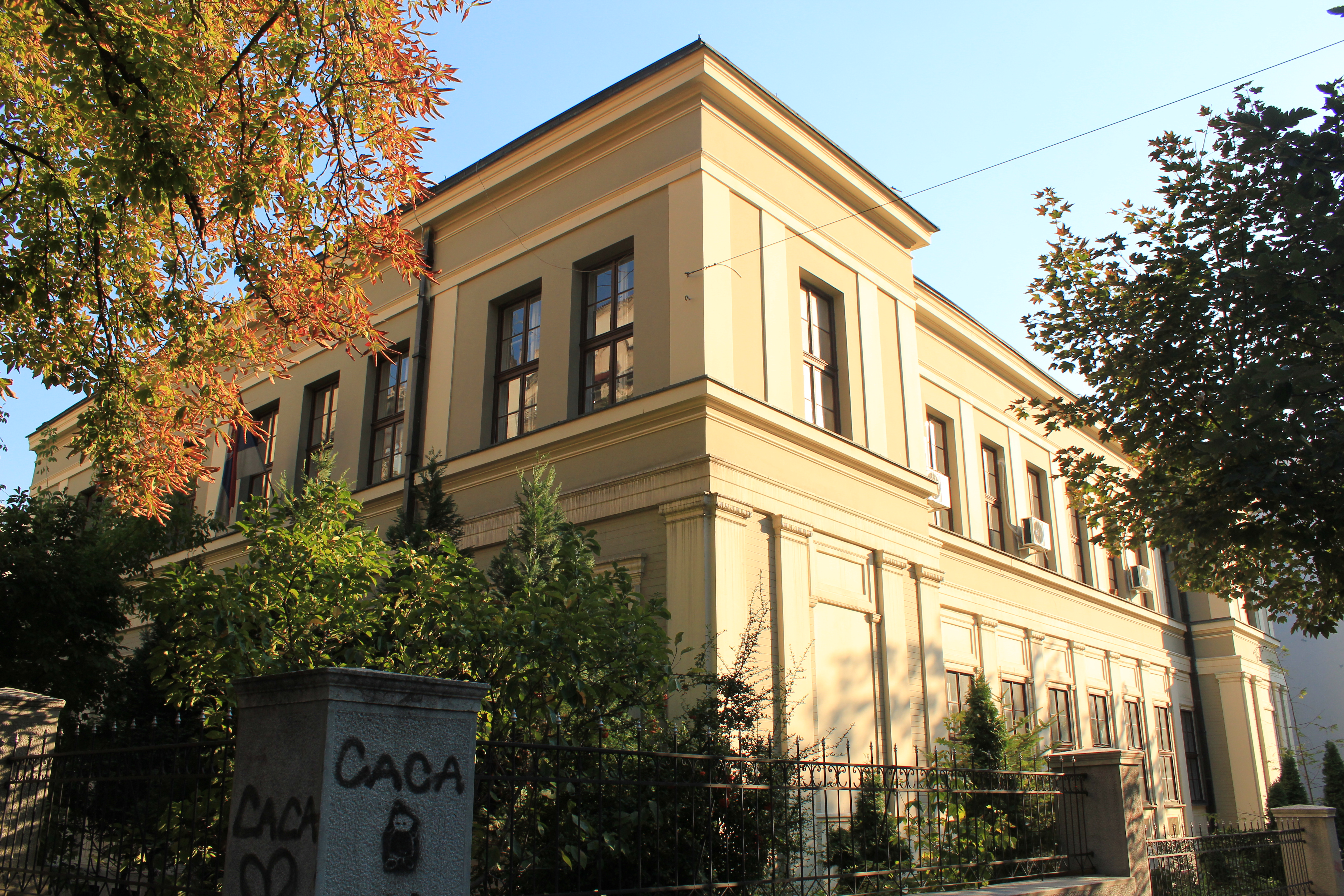
Le laboratoire national de chimie de Belgrade, situé au n° 12

Le laboratoire national de chimie de Belgrade, situé 25 rue Kralja Milutina  et 12 rue Njegoševa, a été achevé en 1882 et est caractéristique du style académique ; en raison de son importance, il est aujourd'hui classé . La maison de la Société pour l'embellissement de Vračar, située 1 rue Njegoševa, a été construite en 1902 d'après un projet de l'architecte Milan Antonović ; elle est aujourd'hui classée. La maison des frères Nikolić (11 rue Njegoševa), a servi de résidence aux frères Jovan et Maksim Nikolić. Elle constitue l'un des rares exemples subsistant de l'architecture serbo-byzantine ; elle a été construite entre 1912 et 1914 d'après un projet de l'architecte Branko Tanazević qui fut un des promoteurs du renouveau du style national serbe ; elle est aujourd'hui classée.
Le bâtiment du 3e lycée de Belgrade, situé 15 rue Njegoševa] et 33 rue Svetozara Markovića, a été achevé en 1906 d'après un projet des architectes Dragutin Đorđević et Dušan Živanović. Il est inscrit sur la liste des monuments culturels de grande importance de la république de Serbie et figure aussi sur la liste des biens culturels de la ville de Belgrade.
La maison du colonel Elezović située n° 20, est un immeuble de rapport construit en 1927 selon un projet d'Aleksandar Deroko, dans un style éclectique ; elle est inscrite sur la liste des biens culturels de la ville de Belgrade.

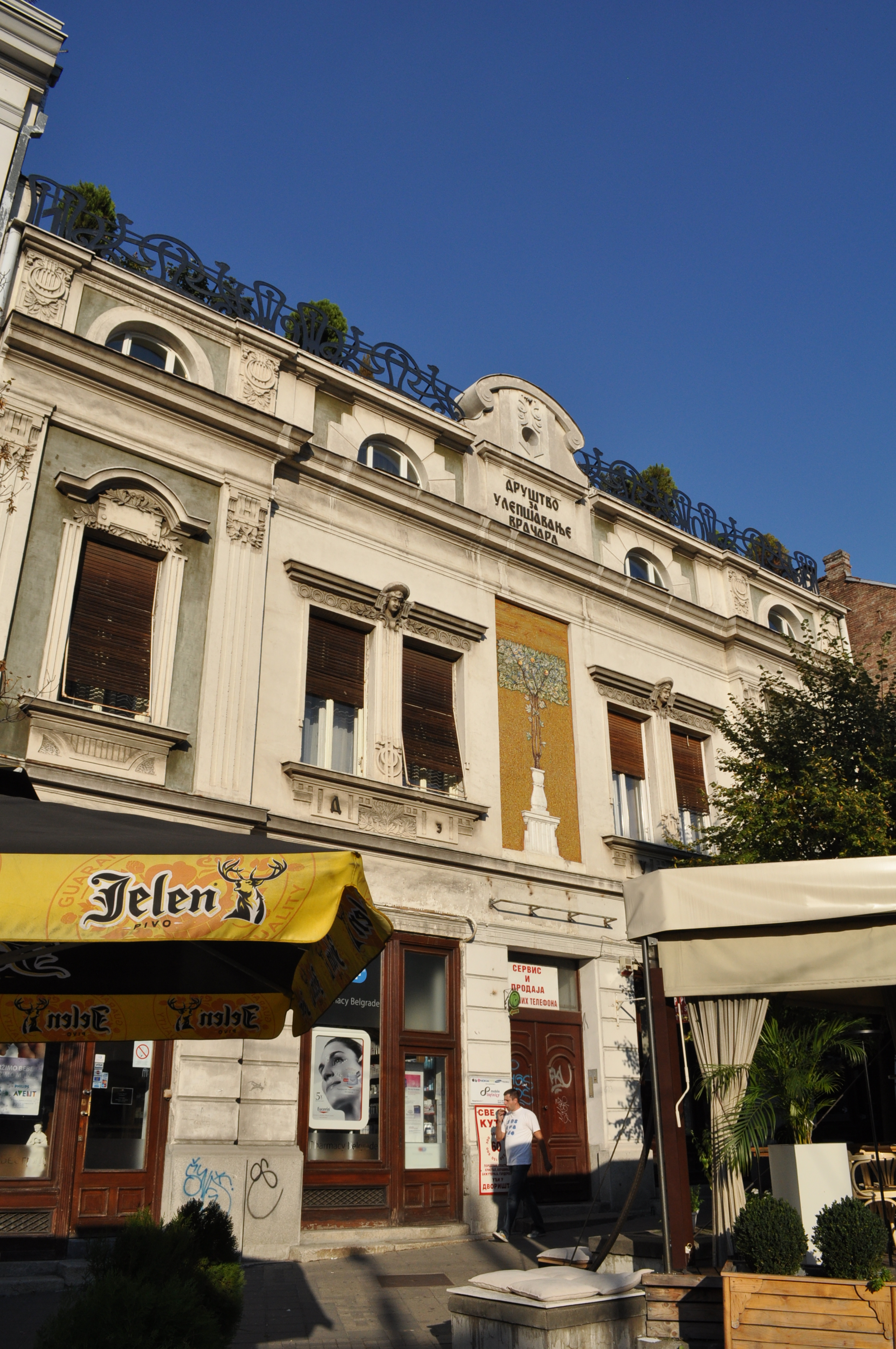
La maison de la Société pour l'embellissement de Vračar, au n° 1
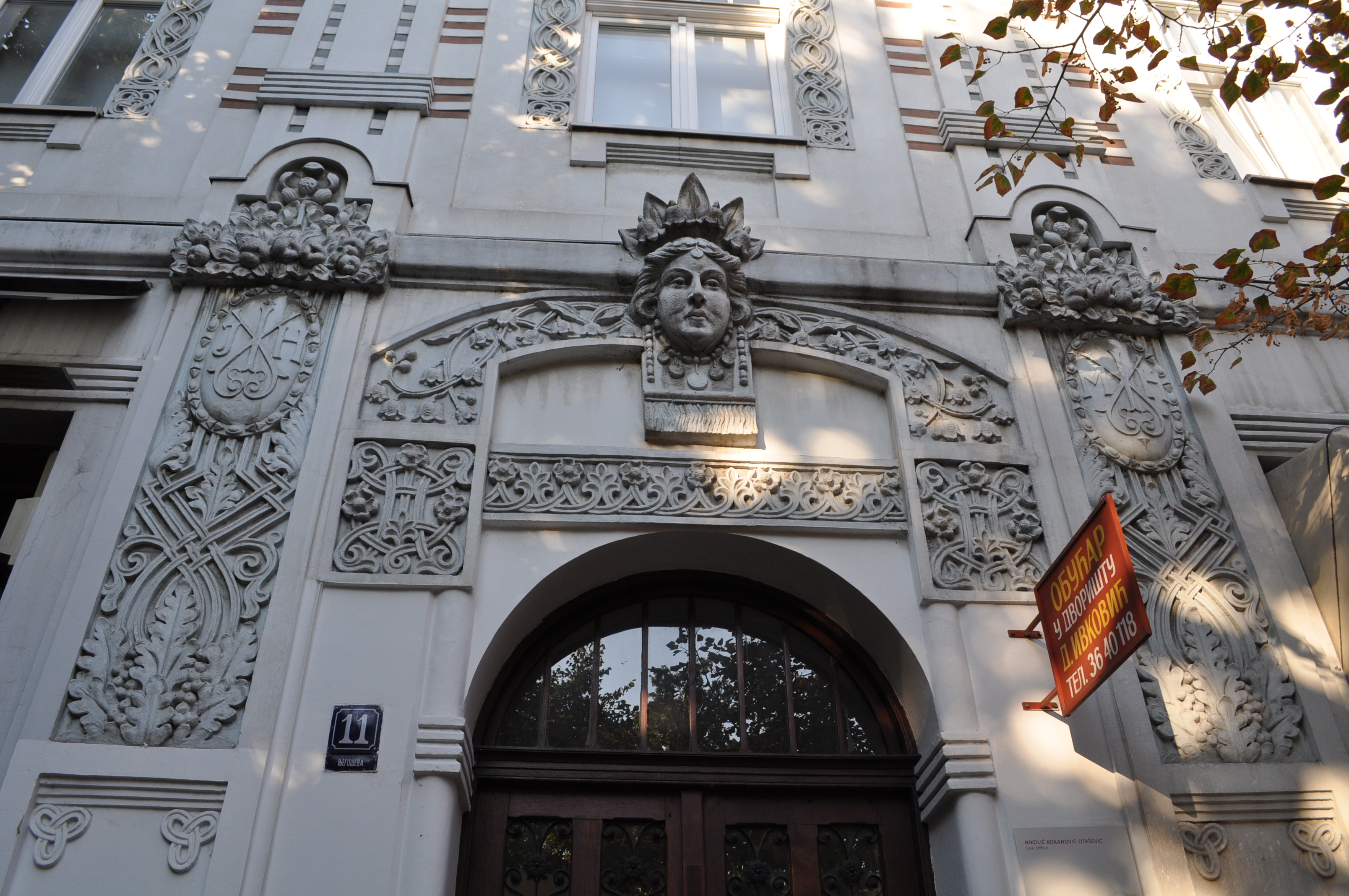
La maison des frères Nikolić, au n° 11, détail de la façade
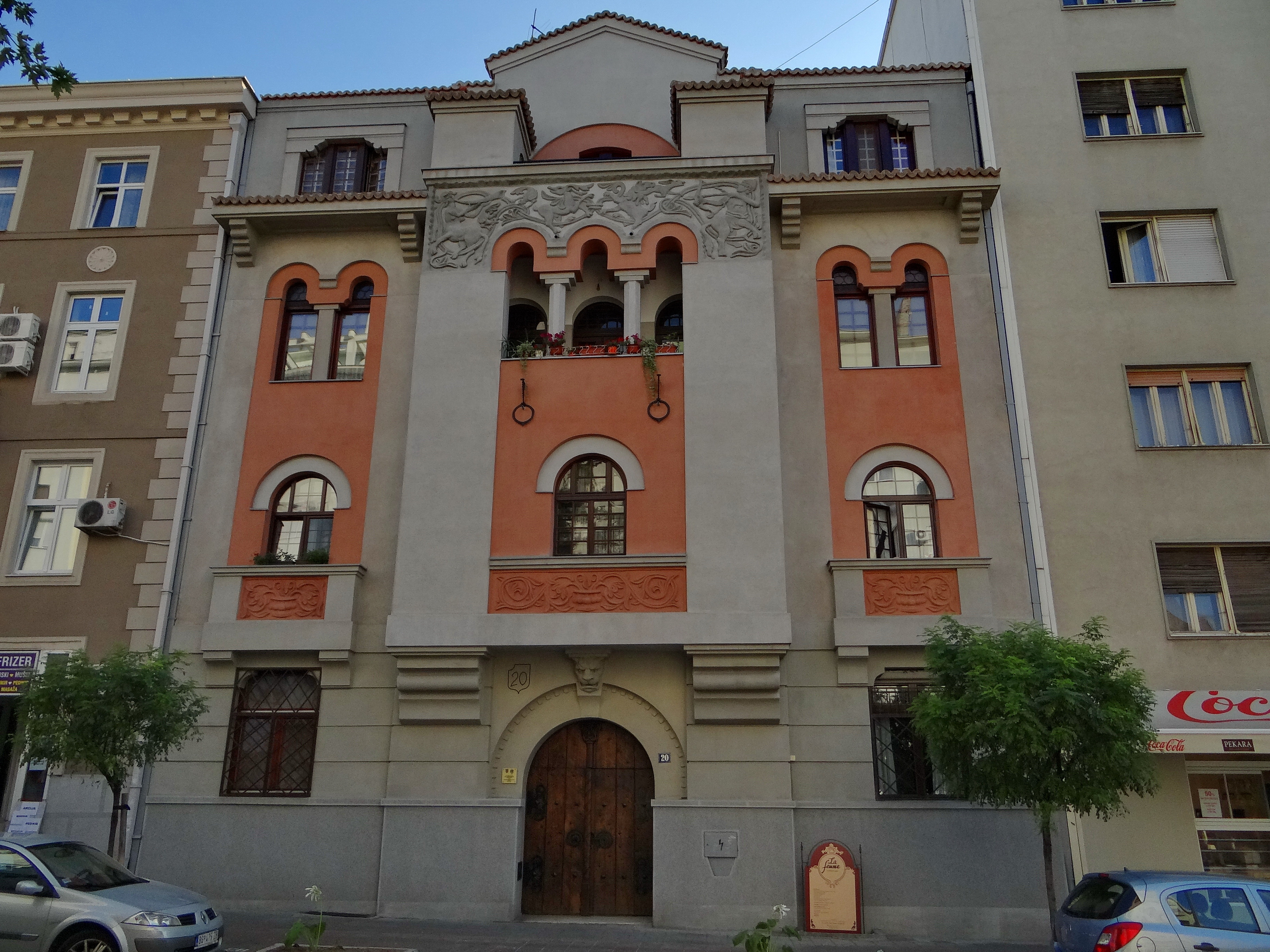
La maison du colonel Elezović, au n° 20

## Culture
Le musée d'Histoire naturelle (en serbe : Prirodnjački muzej) se trouve au n° 51.
L'Institut cultuel italien, créé en 1940, est situé au 47 de la rue.
La galerie Pesak est situé au n° 53 et la Galerija Tigss se trouve au n° 72.

## Éducation
Le Troisième lycée de Belgrade (Treća beogradska gimnazija) est situé au n° 15 ; il a ouvert ses portes en 1895.

## Institution
Le bâtiment de la municipalité de Vračar est situé au n° 77.

## Économie
L'Hôtel Park est situé au n° 2 de la rue,. Au n° 45 se trouve une succursale du Costa Coffee.
Un supermarché Mini Maxi se trouve dans la rue, au n° 82.

## Transports
La rue Njegoševa est desservie par la ligne de bus 24 (Dorćol - Neimar) de la société GSP Beograd.